# Muž se zlatou zbraní
Muž se zlatou zbraní je v pořadí devátý film ze série o Jamesi Bondovi z roku 1974, adaptace třináctého románu spisovatele Iana Fleminga o této postavě z roku 1965. Byl to poslední film, který spolu produkovali Albert R. Broccoli a Harry Saltzman, po jeho premiéře se rozešli. Problémy s legislativou pozdržely produkci další bondovky, Špion, který mě miloval, o tři roky, což byla nejdelší přestávka až do šestileté mezery mezi Povolením zabíjet (1989) a Zlatým okem (1995).

## Děj
Francisco Scaramanga je známý jako „muž se zlatou zbraní“, protože své oběti střílí kulkami ze zlata. James Bond obdrží zprávu, kterou snad poslal sám Scaramanga a která 007 označuje za jeho další cíl. M se proto rozhodne uvolnit Bonda ze služby, dokud nebezpečí nepomine. 007 se přesto rozhodne Scaramangu vypátrat. Stopy vedou do Bejrútu a Macaa. Bondovou pomocnicí je tentokrát agentka Mary Goodnightová.

## Osoby a obsazení
- James Bond — Roger Moore
- Francisco Scaramanga — Christopher Lee
- Mary Goodnight — Britt Ekland
- Andrea Anders — Maud Adams
- Nick Nack — Hervé Villechaize
- M — Bernard Lee
- Moneypenny — Lois Maxwell
- Q — Desmond Llewelyn
- J.W. Pepper — Clifton James
- Hai Fat — Richard Loo

## Zajímavosti
Muž se zlatou zbraní je první ze tří bondovek, kde se objevila Maud Adamsová. V roce 1983 si zahrála titulní Chobotničku a měla také cameo ve Vyhlídce na vraždu. Je to také druhý film, ve kterém si Clifton James zahrál šerifa J. W. Peppera.

### Bond car
V tomto díle James Bond provádí největší triky s automobilem AMC Hornet patřící šerifu Pepperovi. Honička vyvrcholí v okamžiku, kdy Scaramangovo auto je za řekou a v okolí není žádný most. Bond se rozjede a řeku s autem přeskočí. Vylosovaný kaskadér byl při tomto triku položen uprostřed vozu tváří k zemi podél podélné osy, aby vůz byl co nejlépe vyvážený.

## Soundtrack
Úvodní píseň nazpívala zpěvačka jménem Lulu, texty k písni napsal Don Black a k hudbě se vrátil John Barry. Původně však měla být úvodní píseň od Alice Coopera.